# Garnisonsstaat
Der Garnisonsstaat (englisch Garrison State) ist im angelsächsischen Sprachgebrauch ein totalitärer Staat, der einen Totalen Krieg führt.

## Begriff
Der Begriff wurde 1937 von Harold D. Lasswell geprägt und beschreibt das anzunehmende Ergebnis, wenn eine moderne Industrienation zum Totalen Krieg mobilisiert wird. Lasswell schrieb: „Im Garnisonsstaat werden alle organisierten sozialen Aktivitäten verstaatlicht, [...] es wird kein organisiertes wirtschaftliches, religiöses oder kulturelles Leben außerhalb“ „der ordnungsmäßig konstituierten“ staatlichen Behörden geben. Nicht zu arbeiten wäre ein Verstoß gegen die militärische Disziplin. Jeder der Schwierigkeiten habe, sich in diese Gesellschaft einzupassen, habe „nur eine Alternative - gehorchen oder sterben“. Für Lasswell war der Garnisonsstaat eine möglicherweise unvermeidliche alptraumhafte Dystopie, die jeder Freund der Demokratie mit Abscheu und Besorgnis betrachtet.
Ähnlich wie Lasswell dachte Walter Lippmann, der 1935 schrieb:

„Gegebenenfalls kann für die Demokratie Krieg geführt werden; demokratisch kann er nicht geführt werden. [...] Im Angesicht der Gefahr, wo schnelles und konzentriertes Handeln erforderlich ist, können die Methoden der Demokratie nicht angewendet werden.“

Und George Orwell stellte sich in seinem 1939 erschienenen Roman Auftauchen, um Luft zu holen einen Polizeistaat, als Folge eines erneuten Konfliktes mit dem Ausland, als britische Version des Alptraums von einem Garnisonsstaat, vor.
Der Begriff wurde zu einer Propagandawaffe gegen die Achsenmächte. Nach dem Zweiten Weltkrieg erschien Laswell die Sowjetunion als den Staat, der am ehesten von den Gewaltspezialisten beherrscht sein würde.
Die Gewaltspezialisten bilden die mächtigste Gruppe im Garnisonsstaat, welche als Herrschaftstechnik einen Aderlass veranstalten, um die von ihnen so bewunderten und nützlichen Tugenden von Ruhe und Unterordnung aufrechtzuerhalten.
In Anlehnung an Laswells Kasernenstaat, entwickelte Veron K. Dibble den Begriff der Kasernengesellschaft (Garrison Society), in der die zivile und militärische Sphäre untrennbar verschmolzen sind, und die zivilen und militärischen Eliten, sich zu einer allmächtigen dem Militarismus verpflichten Elite zusammengeschlossen haben.

## Gegenkonzepte
Laut Benjamin Carter Hett lief die Außen- und Innenpolitik des amerikanischen Präsidenten Franklin D. Roosevelt vor dem Zweiten Weltkrieg auf eine verzweifelte Suche nach einem Ausweg aus dem dystopischen Dilemma hinaus, weder vor dem Faschismus zu kapitulieren noch die USA dabei zu einem Garnisonsstaat werden zu lassen. Dazu versuchte er mit dem New Deal sicherzustellen, dass die Demokratie lebendig genug blieb, um mit den Herausforderungen von faschistischer und kommunistischer Seite zu konkurrieren. In seiner Botschaft an den Kongress im Jahr 1936 pries er den New Deal als Bemühung, „die Macht denen zurückzugeben, denen sie rechtmäßig gehört“, gegenüber mächtigen Wirtschaftsinteressen, die die Freiheiten des Volkes usurpieren und als Kampf gegen „Not und Elend und ökonomisch bedingte Demoralisierung“.
Ein weiterer Teil, den Garnisonsstaat zu verhindern, war das Übergewicht von Luftwaffe und Marine in der Struktur der Verteidigungskräfte. Sie bedeuteten gegenüber großangelegten Bodentruppen, dem Feind großen Schaden zufügen zu können, bei wesentlich geringerem Einsatz von Personal und kleineren Verlusten. Dies bot eine höhere Chance, die Freiheit im Inneren zu erhalten.
Es gab eine gegen Roosevelt gerichtete Version der Garnisonsstaatsidee, die Roosevelts angebliche Machtgier und sein Bereitschaft, die USA in einen ausländischen Krieg zu verwickeln, kritisierte. Einer der Wortführer dieser Idee, Herbert Hoover, war der Ansicht, dass „ein Krieg zur Rettung der Freiheit wahrscheinlich die Freiheit zerstören würde“ und dass bei jedem größeren Krieg „unser Land praktisch zu einer faschistischen Regierungsweise mobilisiert werden muss“.

## Beurteilung
Hett urteilt, dass es das historische Verdienst von Winston Churchill und Roosevelt war, Möglichkeiten zu sehen, wie der sehr heikle Balanceakt absolviert werden konnte, den Individualismus so weit zurücktreten zu lassen, dass sich ihre Länder für den Krieg gegen totalitäre Diktaturen mobilisieren ließen, ohne selbst zum Garnisonsstaat zu werden. Bei der Beurteilung müsse man jedoch berücksichtigen, dass sie, während sie sich gleichzeitig in der hart umkämpften Arena der regulären Politik bewähren mussten, mit ungekannten Umständen in gewaltigem Ausmaß konfrontiert waren – dem modernen totalen Krieg, der Bedrohung durch totalitäre Regime, einer neuen Art von Massendemokratie und dem Trend zum Individualismus – und dabei nur improvisieren konnten.